# Pentax ME Super
La Pentax ME Super és una càmera rèflex de 35 mm produïda per Pentax al Japó entre 1979 i 1984.
La càmera va ser una evolució de la Pentax ME. Totes dues tenen un funcionament semiautomàtic (prioritat d'obertura) i formen part de la sèrie M de Pentax, que també inclou la Pentax MX, la Pentax MV (i la MV1) la Pentax ME F, amb autofocus. La ME Super va afegir un mode manual al conjunt de funcions de la ME, essent per tant una evolució amb millors especificacions, fet que la va convertir en una càmera popular.
La ME Super té un obturador de pla focal electrònic amb cortines metàl·liques i un moviment vertical. La velocitat d'obturació es selecciona amb botons amunt i avall en lloc de la roda convencional. Funciona des de 4 segons fins a 1/2000 de segon, amb sincronització de flaix a 1/125 de segon. En cas d'esgotament o avaria de la bateria, la càmera pot continuar funcionant a una velocitat d'obturació d'1/125 de segon. Aquesta característica es va perdre en models posteriors, totalment automàtics, com la Pentax Super-A, contribuint a allargar la popularitat de la ME Super.